# Ryota Nakamura
Ryota Nakamura (中村 亮太 Nakamura Ryōta?, Nakagawa-ku, Nagoya, Aichi, 28 de enero de 1991) es un futbolista japonés que juega como centrocampista en el Blaublitz Akita.

## Trayectoria

### Clubes
| Club                   | País  | Año       |
| ---------------------- | ----- | --------- |
| Matsumoto Yamaga F. C. | Japón | 2013      |
| F. C. Osaka            | Japón | 2014-2015 |
| Azul Claro Numazu      | Japón | 2016-2017 |
| Blaublitz Akita        | Japón | 2018-     |